# Eugenio Padorno
Eugenio Padorno Navarro (Barcelona, 1942) es un escritor español, figura fundamental de la poesía canaria contemporánea.

## Biografía
En su infancia se trasladó a Las Palmas de Gran Canaria, donde ha residido siempre a excepción de algunos períodos de su infancia en la isla de Fuerteventura. Es hermano del poeta y artista plástico Manuel Padorno (1933-2002). Cursó el bachillerato en el Colegio Viera y Clavijo de Las Palmas y estudios superiores en la Universidad de La Laguna (Tenerife); es licenciado en Filología y Letras y doctor en Filología Hispánica. Hasta su jubilación fue profesor y catedrático de Lengua española y literatura en centros de educación secundaria en Canarias y, de 1983 a 1988, en París (Francia), y profesor titular de Teoría de la literatura en la Universidad de Las Palmas de Gran Canaria. Dirigió la revista ‘‘Philologica canariensia’’ y es académico de número de la Academia Canaria de la Lengua.
En la década de los sesenta, mientras estudiaba Filosofía y Letras en La Laguna, fundó la colección de poesía Mafasca junto a los poetas Carlos Pinto Grote, Alberto Pizarro, José Luis Pernas y Miguel Martinón. En 1966 forma parte de la antología Poesía canaria última (1966) que ha dado nombre a su generación, denominada por otros Generación de 1965, y que incluyó a Fernando Ramírez, José Caballero Millares, Manuel González Barrera, Baltasar Espinosa, Antonio García Ysábal, Juan Jiménez, Lázaro Santana, Eugenio Padorno, José Luis Pernas, Jorge Rodríguez Padrón, Alberto Pizarro y Alfonso O’Shanahan. 
Considerado un referente de la poesía canaria contemporánea, entre otros reconocimientos, la Casa Museo Tomás Morales le dedicó en octubre de 2018 un ciclo de conferencias de una semana de duración. Durante dicho homenaje se presentó su poesía reunida bajo el título Acaso sólo una frase incompleta (1965-2015). En 2022, el Cabildo Insular de Gran Canaria nombró a Eugenio Padorno hijo adoptivo de la isla.

## Obra

### Obra poética
- Habitante en luz, Premio de Poesía Santo Tomás de Aquino, La Laguna: [colección de poesía de la revista universitaria Nosotros], 1963.
- Para decir en abril, La Laguna: Mafasca, 1965.
- Metamorfosis, accésit del Premio Adonáis de Poesía 1968, Madrid: Rialp, 1969.
- Comedia, Madrid: Taller de Ediciones JB, 1977.
- Metamorfosis (1962-1977), Las Palmas de Gran Canaria: Mafasca para Bibliófilos, 1980.
- Borrador, Las Palmas de Gran Canaria: Mafasca para Bibliófilos, 1982.
- Septenario, Las Palmas de Gran Canaria: Mafasca para Bibliófilos, 1985.
- Quarteto, Las Palmas de Gran Canaria, 1991.
- Diálogo del poeta y su mar, Las Palmas de Gran Canaria: Pasos sobre el mar, 1992.
- Memoria poética, Las Palmas de Gran Canaria: [colección Para las veladas de Monsieur Teste], 1996.
- Paseo antes de la tormenta, Madrid: La Palma, 1996.
- Memoria poética, prólogo de Jorge Rodríguez Padrón, Islas Canarias: Gobierno de Canarias, 1998.
- Para una fogata, Las Palmas de Gran Canaria: [colección Para las veladas de Monsieur Teste], 2000.
- Entre el lugar y más allá, seguido de un Excurso, Las Palmas de Gran Canaria: Anroart, 2005; segunda edición, Las Palmas de Gran Canaria: Mercurio, 2015.
- Cuaderno de apuntes y esbozos poéticos del destemplado Palinuro Atlántico, Teguise: Fundación César Manrique, 2005; segunda edición, Las Palmas de Gran Canaria: Mercurio, 2005.
- La echazón, Las Palmas de Gran Canaria: Anroart, 2010.
- Hocus pocus, Las Palmas de Gran Canaria: Mercurio, 2015.
- Donde nada es todo lo asible, presentación de Jorge Rodríguez Padrón, Madrid: Huerga & Fierro, 2015.
- Cuando el faro es un huso para el vellón de nubes (de Recuento en El Istmo, diario poético), s. l.: Puestos a prueba, 2017.
- Acaso sólo una frase incompleta (1965-2015), Las Palmas de Gran Canaria: Mercurio Editorial, 2018

### Antologías poéticas individuales
- Teoría de una experiencia: Metamorfosis (antología), edición de Jorge Rodríguez Padrón, Islas Canarias: Gobierno de Canarias, 1989.
- Una poética del fragmento, en La Plazuela de las Letras, núm. 5, Las Palmas de Gran Canaria: Cabildo Insular de Gran Canaria, [1992].
- Antología, Santa Cruz de Tenerife: Caja Canarias, 2002.
- De un promontorio entre mareas. Antología (1992-2015), edición del autor, Las Palmas de Gran Canaria: Cam-PDS Editores y Universidad de Las Palmas de Gran Canaria, 2016.

### Antologías poéticas en las que fue incluido
- Poesía canaria última. Antología, selección de Lázaro Santana y Eugenio Padorno, prólogo de Ventura Doreste, Las Palmas de Gran Canaria: El Museo Canario, 1966; segunda edición facsímil, nota de Oswaldo Guerra Sánchez, 1997; tercera edición facsímil, Las Palmas de Gran Canaria: Mercurio, 2016.
- Antología de la joven poesía española, edición de Enrique Martín Pardo, Madrid: Pájaro Cascabel, 1967.
- Poesía canaria 1939-1969, selección de Lázaro Santana, Las Palmas de Gran Canaria: Tagoro, 1969.
- Poetas españoles postcontemporáneos, Barcelona: José Batlló, 1974.
- De poesía española actual, presentación de Jorge Rodríguez Padrón, París: Agregaduría de Educación de la Embajada de España en París, 1987.
- Poesía canaria contemporánea (1940-1990). Antología, edición de Miguel Martinón, Santa Cruz de Tenerife: Idea, 2009.

### Obra crítica y ensayística y ediciones críticas
- Pictografías para un cuerpo, edición de Eugenio Padorno, Las Palmas de Gran Canaria: Mafasca para Bibliófilos, 1977.
- Dos poemas de circunstancia de Domingo Rivero, Las Palmas de Gran Canaria: Mafasca para Bibliófilos, 1981.
- Juan Ismael (1907-1981), Santa Cruz de Tenerife: Caja de Ahorros y Monte de Piedad, 1982.
- SANTANA, Lázaro, Bajo el signo de la hoguera, edición de Eugenio Padorno, Islas Canarias: Gobierno de Canarias, 1982.
- RIVERO, Domingo, Poesías, edición de Eugenio Padorno, Islas Canarias: Gobierno de Canarias, 1991.
- MEDEROS, Juan, Poesía completa, edición de Eugenio Padorno, Las Palmas de Gran Canaria: [colección Alegranza], 1991.
- JUAN ISMAEL, Dado de lado, edición de Eugenio Padorno, Las Palmas de Gran Canaria: Caja Insular de Ahorros de Canarias, 1992.
- RIVERO, Domingo, Poesía completa. Ensayo de una edición crítica, con un estudio de la vida y obra del autor, edición de Eugenio Padorno, Las Palmas de Gran Canaria: Universidad de Las Palmas de Gran Canaria, 1995.
- Juan Ismael, Islas Canarias: Gobierno de Canarias, 1995.
- Palinuro en medio de las olas, Las Palmas de Gran Canaria: Cuadernos del sendereador, 1997.
- Domingo Rivero. En el dolor humano, Arucas y Las Palmas de Gran Canaria: Ayuntamiento de Arucas y Universidad de Las Palmas de Gran Canaria, 1998; segunda edición, Arucas: Ayuntamiento de Arucas, 2002.
- Algunos materiales para la definición de la poesía canaria, Las Palmas de Gran Canaria: Cabildo de Gran Canaria, 2000.
- La parte por el todo. Proposiciones y ensayos sobre poesía canaria, Las Palmas de Gran Canaria: Boca de Riego, 2001.
- Del lugar de existir, Santa Cruz de Tenerife: Academia Canaria de la Lengua, 2003.
- Vueltas y revueltas en el laberinto, Santa Cruz de Tenerife: Caja Canarias, 2006.
- UNAMUNO, Miguel de, La realidad transfigurada. Quince artículos que Unamuno escribió en Fuerteventura, edición de Eugenio Padorno, Puerto del Rosario: Cabildo de Fuerteventura, 2018.

### Minutarios
- El pedregal y el viento. Minutarios de 2002-2004, Las Palmas de Gran Canaria: Anroart, 2005.
- Lo desiscado. Minutario de 2005, Las Palmas de Gran Canaria: Anroart, 2007.
- La perdiz mareada. Minutarios de 2006-2007, Las Palmas de Gran Canaria: Anroart, 2008.
- El palabral. Minutario de 2008, Las Palmas de Gran Canaria: Anroart, 2009.
- El tejedor y la pensada. Minutario de 2009, Las Palmas de Gran Canaria: Anroart, 2010.
- En el Istmo también los ruiseñores pensamientos te despiertan al alba. Minutario de 2011, Las Palmas de Gran Canaria: Mercurio Editorial, 2021.
- Carnet de estadía temporal. [Diario de París 1983-1988], Las Palmas de Gran Canaria: Mercurio Editorial, 2021.